# Bergstraße 23 (Eilenburg)
Das Gebäude Bergstraße 23 in Eilenburg war ein denkmalgeschütztes Mietswohnhaus. Es wurde in der zweiten Hälfte des 19. Jahrhunderts errichtet und war eines der wenigen authentisch erhaltenen Gründerzeithäuser in Eilenburg. Nach jahrzehntelangem Leerstand und Vernachlässigung wurde das straßenbildprägende Gebäude 2017 abgerissen.

## Lage
Das Mietshaus lag im Westen der Stadt Eilenburg im Stadtteil Berg und gehörte zur geschlossenen nördlichen Straßenrandbebauung der Bergstraße. Das Umfeld war geprägt von Wohn- und Geschäftshäusern, teils mit noch vorstädtischem Charakter, teils Geschosswohnungsbau aus späterer Zeit. Schräg gegenüber befand sich der ehemalige Gasthof Deutsches Haus sowie weiter westlich der Gasthof Zum Rautenkranz. Im östlichen Verlauf der Bergstraße befinden sich mit der Bergstraße 18 sowie der Weinbergstraße 1 noch weitere weitgehend original erhaltene Gründerzeithäuser. Weiter östlich liegen auf einem Sporn die Marienkirche als ehemalige Pfarrkirche der westlichen Eilenburger Vorstädte sowie die Burg Eilenburg.

## Geschichte

Das Gebäude (2. v. l.) auf einer historischen Ansichtskarte (um 1910)
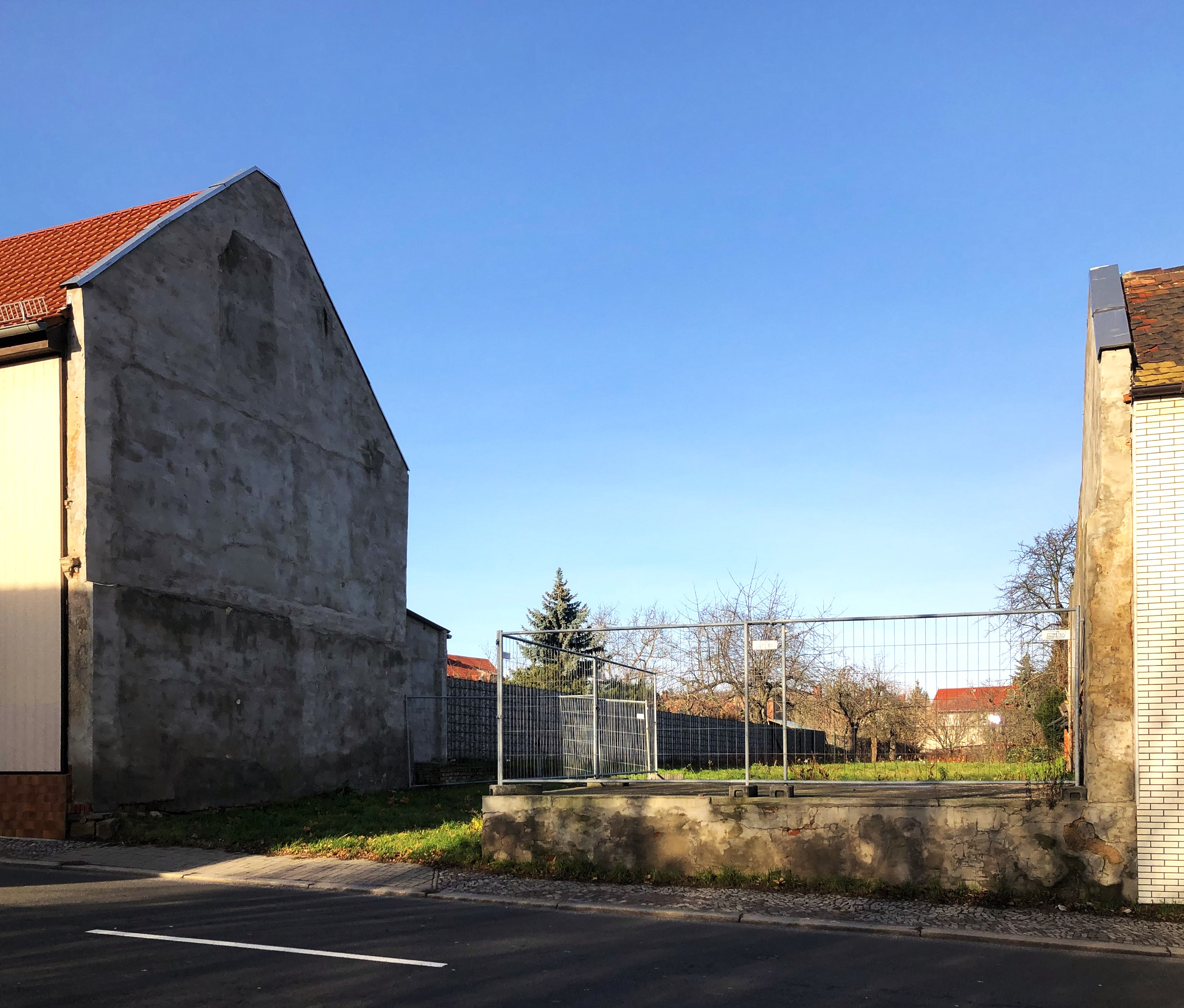
Die nach dem Abriss entstandene Baulücke (2023)

Das Wohnhaus wurde gegen Ende des 19. Jahrhunderts errichtet. Sein Bau fällt damit in die Gründerzeit. Das Eilenburger Adressbuch von 1888 weist als Besitzer die Witwe Friederike Donner, geb. Herber, aus. Ab dem Adressbuch 1894 wird als Besitzer der Maurer- und Zimmermeister Heinrich Wilke († 1945) genannt, der in dem Haus bis zum Ende des Zweiten Weltkriegs ein Baugeschäft betrieb. Ab den 1920er-Jahren unterhielt dieser zudem ein Dampfsägewerk in der Dübener Straße 30 in Eilenburg-Ost. Das Baugeschäft Wilke mit seinen bis zu 120 Mitarbeitern war unter anderem am Bau der Wohnblöcke in der Ostbahnhofstraße (Mitteldeutsche Wohnstätten) und dem Flugzeugteilewerk Nestler am Lauchberg (heute Eilenburger Fenstertechnik) beteiligt. Es wurde nach 1945 zunächst von einem Sohn des Firmengründers weitergeführt und 1960 aufgelöst.
Seit spätestens den 1990er-Jahren stand das Gebäude leer und es unterblieben Reparaturen. Die Fenster im Erdgeschoss wurden zur Sicherung gegen Einbruch zugemauert. Aus Gründen der Verkehrssicherung erfolgte etwa 2010 die vollständige Abdeckung des maroden Daches sowie die teilweise Entfernung von Ziegelsteinen aus den Seitenwänden der Gauben. Das Traufgesims wurde mit einem Netz notgesichert. 2014 wurde das nunmehr baufällige Gebäude aus der Landesdenkmalliste gestrichen. Schließlich erfolgte 2017 der Abbruch. Das Grundstück wurde bisher nicht wieder bebaut, so dass seither eine Lücke in der zuvor geschlossenen Straßenrandbebauung klafft.

## Baubeschreibung
Das Gebäude Bergstraße 23 war ein zweigeschossiges unterkellertes Mietswohnhaus in geschlossener Bebauung. Das in Ziegelbauweise errichtete Haus hatte einen rechteckigen Grundriss und eine siebenachsige vollständig verputzte Straßenfassade. Sowohl die Lage der Eingangstür als auch die Anordnung der Fenster waren asymmetrisch. Der etwas hervorstehende Sockel war in Naturstein mit Ziegelsteinrahmung ausgeführt. Zur horizontalen Gliederung kamen ein kräftiges Gurtgesims sowie ein dezenteres Sohlbankgesims zur Ausführung. Die Fensterfaschen waren mit einem aufgeputzten Profil akzentuiert. Die Fenster im ersten Obergeschoss erhielten eine gerade einfach profilierte Verdachung. Sowohl die Fenster im ersten Obergeschoss, als auch die zur Straße hin gelegene Kassettentür mit Oberlicht waren original erhalten. Auf dem Traufgesims war ein Satteldach aufgesetzt, in das hin zur Straßenseite zwei Giebelgauben eingebaut waren.